# 関裕志
関裕志（せき ひろし）は、日本の俳優、スーツアクター。以前はジャパンアクションエンタープライズ(JAC)に所属していた。
長身が特徴的。
『巨獣特捜ジャスピオン』で特撮班のアクション演出を担当した竹田道弘は、ダイレオンのワイヤーアクションは関が一番うまかったと証言している。
『世界忍者戦ジライヤ』終盤で全ての役柄から降板しており、その後は不明。

## 出演作品
- 巨獣特捜ジャスピオン（ダイレオン[1]）
- 時空戦士スピルバン（デスゼロウ将軍[要出典]）
- 超人機メタルダー（ベンKの素顔、帝王ゴッドネロス、暴魂クロスランダーほかその回のメインキャラを担当[要出典]）
- 世界忍者戦ジライヤ（磁雷神（34、35話）[2]、爆忍 ロケットマン(14 - 29話）[2]、異形忍 紅トカゲ[2]、音忍 宇破[2]、獣忍 マクンバの兄[要出典]）
- 電脳警察サイバーコップ